# Cebrio moyses
Cebrio moyses é uma espécie de insetos coleópteros polífagos pertencente à família Elateridae.
A autoridade científica da espécie é Fairmaire, tendo sido descrita no ano de 1852.
Trata-se de uma espécie presente no território português.